# Diapetimorpha scitula
Diapetimorpha scitula là một loài tò vò trong họ Ichneumonidae.